# 준정
준정(俊貞, ? ~ ?)은 신라의 원화이다. 미녀 2명을 뽑아 원화로 삼을 때 남모와 함께 선발되어 각각 300여 명의 무리를 거느렸다. 남모와 아름다움을 다투다가 서로 질투하게 되자 남모를 자기 집으로 유인하여 독주를 먹여 취하게 한 다음 강물에 던져 죽였다. 후에 이것이 발각되어 사형당하였다. 이로써 원화 제도는 남자를 대상으로 한 화랑제도로 변경되었다.

## 준정이 등장하는 작품
- 《화랑전사 마루》(KBS, 2006년~2006년, 배우:이은민)
- 《화랑》(KBS2, 2016년~2017년, 배우:손성윤)

## 같이 보기
- 남모공주